# Sano

Sano (佐野市 Sano-shi?) este un municipiu din Japonia, prefectura Tochigi.